# Fruits Basket
Fruits Basket (フルーツバスケット, Furūtsu Basuketto, qui peut signifier « corbeille de fruits ») est un manga de Natsuki Takaya. Il est prépublié dans la revue Hana to yume entre juillet 1998 et novembre 2006, avant d'être compilés en 23 volumes reliés. La version française est publiée en intégralité aux éditions Akata/Delcourt. Une suite intitulée Fruits Basket Another est publiée du 4 septembre 2015 au 20 avril 2020 sur le site internet HanaLaLa online et comporte 4 tomes.
Une adaptation en anime de 26 épisodes basée sur les six premiers volumes a été réalisée par le Studio Deen et diffusée initialement entre juillet et décembre 2001 sur TV Tokyo. La version française est disponible en DVD chez Déclic Images. Une nouvelle adaptation en une série télévisée d'animation est produite par TMS Entertainment et réalisée par Yoshihide Ibata. Davantage fidèle au manga et qui l'adapte dans son ensemble, le reboot est composé d'une première saison de 25 épisodes diffusée entre avril 2019 et septembre 2019 ; la deuxième saison est diffusée entre avril 2020 et septembre 2020 ; la troisième saison et saison finale de la série est diffusée depuis le 6 avril 2021. Cette nouvelle adaptation est une coproduction de Funimation, elle est diffusée en simulcast dans les territoires francophones sur Wakanim. Elle est également diffusée sur la plateforme Anime Digital Network et la chaîne de télévision J-One.
Le manga a remporté en 2001 le prix du manga de l'éditeur Kōdansha dans la catégorie shōjo, bien qu'il ne soit pas édité par Kōdansha, chose rare pour ce prix. L'anime a, quant à lui, gagné l'Anime Grand Prix en 2000-2001.

## Histoire

### Synopsis
Tohru Honda est une lycéenne de 16 ans qui vit seule sous une tente après la mort de sa mère. Sans le savoir, elle s'est installée sur la propriété de la famille Sôma. Lorsqu'elle explore les alentours, elle voit une maison et y entre. Elle y rencontre Yuki et Shiguré Sôma. Ayant appris qu'elle vivait sous une tente, ils lui proposent de loger chez eux en échange de tâches ménagères. Tohru accepte et commence alors à vivre avec Yuki, Kyô et Shiguré. Très vite, elle apprend le secret de la famille : 13 de ses membres sont victimes d'une malédiction. Ces personnes se transforment en l'un des douze animaux du zodiaque chinois (ainsi qu’en chat), lorsqu'une personne du sexe opposé se jette à leur cou ou lorsqu'ils se sentent gênés, ou encore affaiblis. Ils redeviennent humains quelques minutes plus tard (la durée de la transformation peut varier), mais réapparaissent complètement nus (ce qui peut s'avérer bien gênant surtout pour Tohru qui est souvent là lors de la transformation).

### La légende des douze animaux
Une très vieille légende raconte l'origine des douze signes du zodiaque chinois, ainsi que celle du chat, le 13e signe.
Un jour, le dieu des animaux les invita tous à se rendre à une grande fête qui aurait lieu le soir suivant. « Ne soyez surtout pas en retard », précisa-t-il. Alors, le rat, sournois, mentit au chat son voisin : elle lui dit, en effet, que la fête devait avoir lieu le surlendemain. « Tu as bien compris ? ». Le chat naïf le remercia de l'information, et alla sagement dormir.
Tous les animaux arrivèrent, sauf le chat, qui, trompé, dormait encore, en rêvant de la fête qu'il allait faire le lendemain. Ils firent la fête jusqu’au petit matin. La divinité récompensa alors les 12 premiers arrivés : le rat (qui était monté sur le dos du bœuf) sauta de son dos pour arriver en premier à la fête, puis le bœuf, le tigre, le lapin, le dragon, le serpent, le cheval, le mouton, le singe, le coq, le chien, et enfin le sanglier.
Ainsi, ces douze animaux devinrent la représentation des signes du zodiaque chinois.

## Personnages

### Tohru Honda
Tohru Honda est une étudiante orpheline du secondaire qui, après avoir rencontré Yuki, Kyô et Shiguré Sôma, apprend que treize membres de la famille Sôma sont possédés par les animaux du zodiaque chinois et prennent une forme animale s'ils sont enlacés ou cognés par quiconque du sexe opposé, ou lorsque leurs corps subissent un stress important. Tout au long de la série, Tohru rencontrera le reste du zodiaque et le mystérieux chef de la famille Akito Sôma, et décidera de rompre la malédiction qui pèse sur eux.

### Les Sôma maudits
Depuis des temps immémoriaux, une lourde malédiction s'est abattue sur cette famille. Douze d'entre eux (appelés les « douze maudits ») en sont victimes. S'ils enlacent une personne du sexe opposé, ils se transforment temporairement en un animal du zodiaque chinois. Cette transformation peut aussi être provoquée par d'autres biais, comme le froid ou la chaleur intense, un choc violent, une maladie (grippe, rhume, maux de tête, etc.). Elle influe également sur le caractère de la personne, son physique (tous les maudits sont particulièrement beaux) ou encore leur talent (le rat étant ainsi très intelligent, très doué...).
Yuki, le rat
Yuki (由希) est un lycéen de 16 ans (1er volume), donc en 1re année de lycée. Il est né sous le signe du rat, et est surnommé « Le Prince » par la plupart des filles du lycée. Yuki est asthmatique depuis son enfance, mais cela se calme au fil des années. Il est assez désordonné, et il aide Tohru à ranger et à cuisiner. Il a un grand frère, Ayame, qui fait lui aussi partie des 12 (le serpent). Cependant, Yuki le déteste depuis tout petit, il commencera à le connaître et à l'apprécier au cours de l'histoire et c'est pareil pour Kyô.
Kyô, le chat
Kyô (夾) a le même âge que Yuki (16 ans au 1er volume). Il est né sous le signe du chat, un animal qui n'est pas dans le zodiaque chinois, mais qui aurait pu y être s'il n'avait pas été piégé par le rat. Kyô n'échappe pas à cette règle, il considère Yuki comme son ennemi juré. À la fin de la série, la vraie « légende » est révélée. Il est en quelque sorte le treizième signe non officiel. Il fait des austérités dans la montagne pour pouvoir un jour battre Yuki, bien que tous ses efforts soient vains. Mais il y a une raison à cela : il a fait un pari avec Akito. S'il vainc Yuki en combat singulier, alors il pourra être enfin admis dans le zodiaque chinois. Sinon il sera enfermé dans le fameux pavillon destiné au chat et n'en ressortira plus jusqu'à sa mort.
Shigure, le chien
Shigure est le responsable de Yuki, Kyô et Tohru, qui vivent sous son toit. Il est né sous le signe du chien. Shigure est écrivain. Il a une relation particulière avec Akito dont il est amoureux depuis toujours. Il s'est senti trahi lorsqu'Akito a eu une relation avec Kureno et pour se venger, a couché avec la mère d'Akito, Ren Sôma, ce qui lui a valu de se faire chasser de la résidence principale. Il a un caractère extraverti et blagueur mais cache une personnalité complexe et parfois effrayante. Il fait partie de ceux qui connaissent le plus de secrets sur les Sôma et la malédiction. Il a 26 ans au début du manga, comme Ayame et Hatori, qui sont ses plus proches amis. À la fin du manga, il retrouve Akito et tous deux se remettent ensemble.
Kagura, le sanglier
Elle est née sous le signe du sanglier. Elle est très amoureuse de Kyô qu'elle connaît depuis qu'ils sont enfants. C'est la première des douze à l'avoir approché et invité à jouer avec elle. D'un caractère explosif, facilement irritable et dotée d'une grande force physique, elle n'en est pas moins sensible. Bien qu'elle soit amoureuse de Kyô, elle s'est longtemps sentie partagée entre ses sentiments et l'impression d'avoir eu pitié de lui parce qu'il était le chat. Elle est jalouse de l'amour entre Tohru et Kyô. Elle est proche de Rin qui est venue habiter chez elle et ses parents après son accident.
Hatsuharu, le bœuf
D'un an de moins que Yuki, Kyô et Tohru, il entre dans le même lycée qu'eux avec Momiji. Il est né sous le signe du bœuf. Il vit dans la résidence principale mais vient souvent chez Shigure. Il a un lien particulier avec Yuki : lorsqu'ils étaient plus jeunes, à cause de la légende des douze animaux dans laquelle le rat aurait manipulé le bœuf pour arriver en premier en montant sur son dos, Hatsuharu détestait Yuki et le tenait responsable des railleries à son sujet. Yuki l'a consolé et aidé à prendre confiance en lui, depuis, il se sent très proche de lui.
Il a une autre personnalité, nommée "Black Haru", qui ressurgit lorsqu'il est sous le coup d'une forte émotion. Il devient alors violent, grossier et provocant. Il se calme lorsqu'on l'asperge d'eau. En général, il est calme, nonchalant, et fait des choses parfois absurdes.
Hatsuharu est particulièrement attentionné envers les autres, notamment avec Yuki et Kisa, et encore plus avec Rin dont il est fou amoureux. Alors qu'il est d'ordinaire calme, il devient fou de rage lorsqu'il apprend que c'est Akito le responsable de l'accident de Rin et le menace ouvertement. À la fin du manga, il revient avec Rin et tous deux se remettent ensemble.
Kisa, le tigre
Kisa a 13 ans au début du manga et apparaît pour la première fois sous sa forme de tigre, son signe. Elle a fugué de chez elle et a été retrouvée par Hatsuharu. Elle mord Tohru la première fois qu'elle la rencontre mais devient très proche d'elle après que cette dernière l'ait consolée, la considérant comme sa grande sœur.
Elle est très timide et parle peu. Avant sa rencontre avec Tohru, elle a été frappée violemment par Akito car Hiro lui avait dit qu'il aimait Kisa et est restée pendant des jours à l'hôpital. Elle a eu des problèmes avec ses camarades de classe qui se moquaient d'elle, de sa chevelure et riaient quand elle prenait la parole, ce qui lui a occasionné une extinction de voix, voix qu'elle ne retrouve qu'après avoir rencontré Tohru et avoir parlé avec Yuki et Hatsuharu.
Elle est très proche de Hiro.
Momiji, le lapin
Momiji est né sous le signe du lapin. Il a un tempérament très extraverti, joueur et malicieux. Il adore Tohru, qu'il a rencontré la première fois alors qu'elle travaillait dans le building appartenant à son père.
Bien qu'ordinairement très enjoué, il cache beaucoup de souffrance, comme tous les douze : en effet, il ne peut pas vivre avec ses parents et sa petite sœur, Momo, qui ne sait pas qu'il est son frère mais qui l'admire et l'aime malgré tout, car son père ne veut pas qu'il brise leur famille à cause de sa malédiction.
Il est amoureux de Tohru mais cède la place à Kyô, tout en le mettant en garde de se déclarer rapidement à Tohru s'il ne veut pas qu'il le fasse avant lui.
Hatori, le dragon
Hatori a 26 ans, comme Shigure et Ayame qui sont ses plus proches amis. Il est né sous le signe du dragon mais se transforme en hippocampe, ce qui lui a causé des soucis par deux fois lorsqu'il s'est transformé par accident devant Kana, son ex-petite amie, et Tohru ; il a d'ailleurs remarqué que toutes deux avaient agi de la même façon, en paniquant. C'est le médecin de la famille Sôma et aussi celui qui est responsable d'effacer la mémoire de ceux qui avaient vu l'un des douze se transformer.
Il a un passé particulièrement lourd : avant le début du manga, il sortait avec Kana Sôma, qui était sa secrétaire, et dont il était très amoureux. Tous deux ont demandé à Akito de pouvoir se marier mais cette dernière est rentrée dans une rage folle et a blessé Hatori, lui faisant perdre un œil, tout en accusant Kana d'en être la responsable. Cet événement a plongé Kana dans la dépression, car elle ne se pardonnait pas la blessure d'Hatori, ce qui a contraint ce dernier à effacer tous les souvenirs heureux qu'ils avaient ensemble.
Il est d'apparence froide, mais il est très attentionné et protège au mieux les douze, surtout les plus jeunes. Il sort avec Mayuko, la meilleure amie de Kana et professeure de Yuki, Tohru et Kyô, à la fin du manga. Il a une relation d'amitié-haine avec Shigure dont il supporte difficilement les bêtises.
Ayame, le serpent
Né sous le signe du serpent, c'est l'un des douze les plus extravertis et le plus extravagant. Il est également le grand frère de Yuki, avec qui il a une relation compliquée : en effet, étant plus jeune, il le traitait avec indifférence et il a ignoré ses appels à l'aide lorsque Yuki dut aller chez Akito. Il essaie cependant de reconstruire une relation fraternelle avec lui, bien que Yuki y soit très réfractaire et s'énerve à chaque fois qu'il le voit ; néanmoins, le lien entre eux se reforme petit à petit. Il est particulièrement proche de Shigure, avec qui il s'amuse à faire des scènes gênantes.
Il tient une boutique de vêtements qui vend surtout des uniformes (infirmières, mariées, soubrettes, etc.), avec l'aide de Miné, une jeune femme tout aussi excentrique que lui dont il est très amoureux.
Isuzu, le cheval
Née sous le signe du cheval, c'est une très belle jeune femme un peu plus âgée que Kyô, Yuki et Tohru. Elle est surnommée Rin.
Durant son enfance, elle était très aimée de ses parents mais ces derniers ont subitement changé de comportement après qu'elle leur a demandé pourquoi ils étaient toujours heureux et l'ont ensuite chassée de la maison. Elle vit chez Kagura et ses parents.
Elle est susceptible et a un caractère instable, mais cache beaucoup de souffrance. Elle est très amoureuse de Hatsuharu qui s'est occupé d'elle depuis qu'ils sont jeunes et veut tout faire pour le libérer de la malédiction, quitte à se séparer de lui pour le protéger et se mettre en danger.
Elle est l'une des douze qui a le plus souffert de la violence d'Akito : lorsque cette dernière a appris qu'elle était avec Hatsuharu, elle l'a poussée par la fenêtre, ce qui lui a valu un long séjour à l'hôpital ; puis, quand Rin, manipulée par Ren Sôma, a essayé de voler la boîte détenue par Akito censée contenir l'âme d'Akira Sôma (le père d'Akito) en échange du secret de la malédiction, Akito lui a coupé les cheveux et enfermée dans le pavillon du chat avant qu'elle ne soit délivrée par Kureno.
Après des rapports difficiles, elle se laisse attendrir par Tohru. Elle se remet avec Hatsuharu à la fin du manga.
Hiro, le mouton
Jeune garçon de 12 ans au début du manga, il est né sous le signe du mouton.
Il a un caractère insolent et provocateur et n'hésite pas à se moquer des plus vieux, notamment de Kyô.
Il est très amoureux de Kisa et déteste ainsi Tohru qu'il voit comme une rivale car Kisa l'aime beaucoup. Il se sent coupable et impuissant car après avoir avoué à Akito qu'il aimait Kisa, Akito a violemment frappé cette dernière et l'a envoyée à l'hôpital, et Hiro n'a pas pu l'aider et s'est donc éloigné d'elle. Il a également assisté à l'accident de Rin, quand Akito l'a poussée par la fenêtre, ce qu'il n'avouera à Hatsuharu que bien plus tard.
Contrairement à la plupart des douze, Hiro a une famille très aimante.
Ritsu, le singe
Né sous le signe du singe, c'est un très beau jeune homme qui s'habille toujours en femme.
Il est très timide et s'excuse à la moindre occasion, même si c'est souvent inutile. Lorsqu'il était jeune, il faisait souvent des maladresses et ses parents s'excusaient tout le temps, alors il les a imités. Sa mère tient un ryôkan.
Il se sent souvent inutile mais cela change un peu lorsqu'il rencontre Tohru et que celle-ci lui redonne confiance en lui.
Il est proche de Kagura et du trio Shigure-Ayame-Hatori. Il a un faible pour Mitsuru, l'éditrice de Shigure.
Kureno, le coq
Membre le plus mystérieux des douze, il a 25 ans au début du manga et est né sous le signe du coq, bien qu'il se transforme en moineau.
Il accompagne toujours Akito et reste proche d'elle en toutes circonstances, ce qui le rend assez impopulaire auprès des douze, notamment de Shigure qui dit ne le détester (car Akito a trahi Shigure et eu une relation avec Kureno). Cela s'explique par le fait que plus jeune, Kureno a subitement vu la malédiction se lever et perdre la faculté de se transformer ; Akito a été terrifiée car cela mettait en péril son statut de dieu des douze et l'a supplié de rester auprès d'elle et de ne jamais partir, ce qu'il a accepté par pitié. A part Akito et lui, personne ne sait qu'il est libéré de la malédiction, mais Shigure s'en doute à un moment donné.
Malgré sa promesse, il tombe amoureux d'Arisa, l'amie de Tohru, qu'il a croisé en sortant faire les courses et souffre grandement de ne pouvoir être auprès d'elle. Il est finalement libéré de sa promesse après qu'Akito l'ait poignardé et envoyé à l'hôpital et se met avec Arisa.
C'est quelqu'un de très gentil et attentionné, prêt à sacrifier son existence pour permettre à Akito d'être heureuse malgré le fait qu'elle le maltraite souvent et s'en prenne régulièrement aux autres.
Akito, le dieu
Akito est le chef de la famille Sôma. Bien qu'il ait l'air d'un homme, c'est en réalité une femme, élevée comme un garçon selon les ordres de sa mère, Ren Sôma, qu'elle hait plus que tout. Akito représente le "dieu" de la légende des douze animaux, un statut qu'elle a hérité d'Akira Sôma, son père, qui l'aimait beaucoup mais qui est décédé lorsqu'elle était enfant, non sans lui avoir enseigné qu'elle était destinée à être aimée de tous.
C'est une jeune femme au caractère instable, prompt à la colère et à la violence dont elle a fait preuve de nombreuses fois envers les douze, que ce soit physiquement (notamment avec Rin, Kisa et Kureno) ou mentalement, et même avec Tohru qu'elle déteste depuis le début. Elle est la responsable de beaucoup de souffrances qu'ont endurées les douze et Kyô. Elle est en réalité obsédée par son statut de dieu, qu'elle a vu être fragilisé à cause de sa mère puis à cause de Kureno qui a été le premier des douze à être libéré de la malédiction mais qu'elle a supplié de rester auprès d'elle et de mentir aux autres.
Elle est très amoureuse de Shigure, depuis toujours, ce qui est réciproque, mais un amour-haine s'est formé entre eux à cause du fait qu'Akito ait couché avec Kureno et que Shigure ait fait de même, par vengeance, avec sa mère Ren Sôma. Tous deux se remettent ensemble à la fin du manga, après qu'elle s'est excusée et ait révélé sa vraie nature aux douze.

### Autres personnages

#### Kyoko Honda
C'est la mère de Tohru et le modèle d'Arisa Uotani du fait qu'elle était une ancienne délinquante très connue et redoutée surnommée "Le papillon rouge". Elle quitte sa bande et le monde de la délinquance quand elle rencontre son futur mari, Katsuya Honda, qui était son professeur.
Après la mort prématurée de ce dernier des suites d'une maladie, elle élève seule Tohru. Elle a connu Kyô lorsque ce dernier était enfant et lui a parlé de Tohru. Elle est décédée peu avant le début du manga après avoir été renversée par une voiture.
Elle est très attentionnée avec tout le monde.

#### Katsuya Honda
C'est le père de Tohru, décédé lorsqu'elle était encore enfant des suites d'une maladie.
Il a rencontré Kyoko lorsque cette dernière était encore son élève et l'a aidé à devenir meilleure. Il était brouillé avec son père mais ce dernier s'est rapproché de Kyoko après la mort de son fils. D'après lui, Tohru a imité son ton poli pour que sa mère pense que Katsuya était toujours présent.

#### Arisa Uotani
Meilleure amie de Tohru avec Saki Hanajima, c'est une ancienne délinquante qui avait pour modèle Kyoko, la mère de Tohru. Au départ très déçue de voir que son idole était devenue une maman poule et que sa fille ne lui ressemblait pas du tout, elle devient ensuite amie avec Tohru.
C'est une jeune fille avec un très fort caractère qui aime énormément ennuyer Kyô et menacer les filles du fan-club de Yuki.
Elle cumule plusieurs petits jobs et vit seule avec son père. Elle tombe amoureuse de Kureno Sôma sans rien savoir de la malédiction et se met en couple avec lui à la fin du manga.

#### Saki Hanajima
Meilleure amie de Tohru avec Arisa Uotani, c'est une jeune fille qui s'habille toujours en noir.
Lorsqu'elle était jeune, les autres enfants la prenaient pour une sorcière et l'embêtaient souvent, parfois de manière violente. Une fois où un garçon a voulu lui faire avaler un lézard, Saki a pensé très fort à sa mort et le garçon s'est évanoui et a été envoyé à l'hôpital. Depuis, elle a une réputation de sorcière et a longtemps été harcelée et mise à l'écart avant de rencontrer Tohru et Arisa qui ont tout de suite voulu être ses amies.
Elle est capable d'envoyer des "ondes" malfaisantes et parfois d'entendre les pensées des autres.
Bien que très mystérieuse, elle est très attentionnée et sensible. Elle a un frère, Mégumi, qui lui ressemble énormément, et une famille très aimante. Elle tient plus que tout à Tohru et Arisa. Elle a un faible pour Kazuma Sôma, le père adoptif et maître de Kyô.

## Manga
La série a été publiée dans le magazine Hana to yume de l'éditeur Hakusensha entre juillet 1998 et novembre 2006, puis compilée en vingt-trois tomes entre janvier 1998 et mars 2007. Elle est éditée par Delcourt en France (France Loisirs a également publié une version au format double), Norma Editorial en Espagne, Dynit en Italie, Carlsen Comics en Allemagne, Danemark et Suède, Glénat au Benelux, Sangatsu Manga en Finlande, Editorial Vid au Mexique et Editora JBC au Brésil.
Une suite intitulée Fruits Basket Another est publiée à partir du 4 septembre 2015 sur le site internet HanaLaLa online. Celle-ci est initialement prévue en deux ou trois tomes et ne fait pas apparaître les personnages de la série originelle. Finalement, la série comporte un total de quatre tomes,

## Anime

### Fruits Basket(2001)
Un premier anime sorti en 2001 de 26 épisodes adapte librement les huit premiers volumes du manga. 

#### Fiche technique
- Année : 2001
- Réalisation : Akitaro Daichi
- Character design : Akemi Hayashi
- Musique : Ritsuko Okazaki, Jun Abe, Seiji Muto
- Animation : Studio DEEN
- Auteur original : Natsuki Takaya
- Licencié en France par : Déclic Images
- Nombre d'épisodes : 26

#### OST

##### Memory for you
Regroupe la plupart des Background music de la série.

##### Special OST 2 "Eternal Memories"
CD offert a l'achat des 9 DVD de l'édition japonaise de la série TV et donc très rare.

### Fruits Basket(2019)
Une seconde adaptation en anime est diffusée depuis 2019. Elle adapte l'ensemble du manga. La première saison est composée de 25 épisodes. La seconde saison compte le même nombre d'épisodes et est diffusée à partir d'avril 2020. La troisième saison et saison finale de la série est diffusée depuis le 6 avril 2021.
Pour la première saison, le premier générique de début est Again de Beverly, tandis que le générique de fin est Lucky Ending chanté par Vickeblanka. Le deuxième générique de début est Chime de Ai Otsuka et le deuxième générique de fin est One Step Closer par Intersection.
Pour la seconde saison, le premier générique de début est Prism par AmPm en collaboration avec Miyuna. Le premirer générique de fin est ad meliora par THE CHARM PARK. Le second générique de début est Home par Toki Asako et le second générique de fin est Eden par Monkey Majik.
Pour la troisième saison et saison finale de la série, le générique de début est Pleasure par WARPs UP et le générique de fin est Haru Urara par GENIC.
La version française de la première saison, est diffusé pour la première fois du 12 octobre au 6 novembre 2020 sur la chaine J-One. Elle est aussi disponible sur Anime Digital Network et Wakanim.
La version française de la deuxième saison, est tout d'abord sortie en support physique le 20 octobre 2021. Elle est diffusée pour la première fois le 31 janvier 2022 toujours sur J-One,. Elle est aussi disponible sur Anime Digital Network et Wakanim,.
La version française de la troisième saison était censée sortir le 26 octobre 2022 en support physique et sur la plateforme Anime Digital Network  cependant, Kana repousse finalement la sortie des DVD et des Blu-Ray au 30 novembre 2022. Cette décision n'affecte pas la diffusion VOD qui est toujours prévue pour le 26 octobre. Pourtant, bien que les saisons 1 et 2 ont un master français (génériques et crédits traduits en français) cette troisième saison n'en dispose pas, le casting de la version française n'étant même pas crédité à la différence des deux premières saisons. Ce n'est cependant pas le cas sur le Blu-ray où les crédits en français et le carton sont présents. Cette ultime saison est diffusée pour la première fois en version française sur la chaine J-One, à partir du 9 février 2023.

### Doublage
| Personnages     | Voix japonaises (2001) | Voix japonaises (2019) | Voix françaises (2001) | Voix françaises (2019)                                     |
| --------------- | ---------------------- | ---------------------- | ---------------------- | ---------------------------------------------------------- |
| Tohru Honda     | Yui Horie              | Manaka Iwami           | Caroline Pascal        | Fanny Bloc                                                 |
| Shiguré Sôma    | Ryotaro Okiayu         | Yūichi Nakamura        | Benjamin Alazraki      | Jean-Marco Montalto                                        |
| Yuki Sôma       | Aya Hisakawa           | Nobunaga Shimazaki     | Frédéric Popovic       | Rémi Gutton                                                |
| Kyô Sôma        | Tomokazu Seki          | Yūma Uchida (en)       | Sébastien Desjours     | Cédric Lemaire                                             |
| Kagura Sôma     | Kotono Mitsuishi       | Rie Kugimiya           | Léa Gabriele           | Jessica Barrier                                            |
| Momiji Sôma     | Ayaka Saito            | Megumi Han             | Nathalie Bienaimé      | Charlotte Hennequin (1ère voix) Bastien Bourlé (2ème voix) |
| Hatori Sôma     | Kazuhiko Inoue         | Kazuyuki Okitsu        | Grégoire Bourbier      | Jérémy Zylberberg                                          |
| Hatsuharu Sôma  | Akio Suyama            | Makoto Furukawa (en)   | Vincent de Bouard      | Nicolas Dussaut                                            |
| Ayamé Sôma      | Mitsuru Miyamoto       | Takahiro Sakurai       | Cyrille Artaux         | Simon Herlin                                               |
| Kisa Sôma       | Kaori Nazuka           | Reina Ueda             | Caroline Combes        | Caroline Combes                                            |
| Ritsu Sôma      | Miina Tominaga         | Kengo Kawanishi        | Marjolaine Poulain     | Victor Niverd                                              |
| Hiro Sôma       | Yuriko Buchizaki       | Yō Taichi              | Marjolaine Poulain     | Clara Soares                                               |
| Akito Sôma      | Wakaba Murasaki        | Maaya Sakamoto         | Eric Chevalier         | Jessie Lambotte                                            |
| Saki Hanajima   | Reiko Yasuhara         | Satomi Satō            | Ilana Castro           | Estelle Darazi                                             |
| Arisa Uotani    | Yuka Imai              | Atsumi Tanezaki        | Agnès Manoury          | Bérangère Rochet                                           |
| Kyoko Honda     | Reiko Yasuhara         | Miyuki Sawashiro       | Agnès Manoury          | Bérangère Jean                                             |
| Kazuma Sôma     | Norihiro Inoue         | Toshiyuki Morikawa     | Stéphane Ronchewski    | Charles Mendiant                                           |
| Okami Sôma      | Junko Yamamoto         | Sachiko Kojima         | Brigitte Guedj         | Dominique Vallée                                           |
| Motoko Minagawa | Kaori Shimizu (en)     | Mao Ichimichi          | Brigitte Guedj         | Clara Soares                                               |
| Isuzu Sôma      | -                      | Aki Toyosaki           | -                      | Caroline Combes                                            |
| Kureno Sôma     | -                      | Yuuichirou Umehara     | -                      | Laurent Gris                                               |
| Ren Sôma        | -                      | Ai Orikasa             | -                      | Bérangère Jean                                             |
| Mayuko Shiraki  | -                      | Hitomi Nabatame        | -                      | Agnès Manoury                                              |
| Kakeru Manabe   | -                      | Takuya Eguchi          | -                      | Grégory Laisné                                             |
| Machi Kuragi    | -                      | Ai Kakuma (en)         | -                      | Charlotte Hervieux                                         |
| Kimi Tôdô       | -                      | Rumi Okubo (en)        | -                      | Valérie Bachère                                            |

Le doublage français de la première version de l'anime est distribué par Déclic Images et, est effectué aux Studios Lincoln (devenu VF Productions) sous la direction de Cyrille Artaux et Valérie Uzan. L'adaptation des dialogues et quant à elle confié à Géraldine Maquaire et Nicolas Piret. 
Le générique de début a été adapté en français et interprété par Peggy Ngo Yanga. Ce doublage date de 2003 soit deux ans après la diffusion originale japonaise.
La distribution de la deuxième version de l'anime est quant à elle attribué à Kana Home Video, le doublage est réalisé aux studios Time-Line Factory sous la direction de Grégory Laisné et une adaptation signé de plusieurs noms dont, Adèle Williame, Alexandra Molina, Baptiste Barré, Chrystel Castelain, David Ecosse, Etienne Rémond, Julie Lespourcy, Kevin Eyango, Ophélie De San Bartholome et Virginie Stobinsky.
Parmi les personnes ayant contribué au doublage de la série de 2001, seules deux comédiennes ont été reprises pour celle de 2019. On retrouve ainsi Caroline Combes, qui prête toujours sa voix à Kisa Sôma. Elle double également Mitsuru, Isuzu Sôma, qui n'apparaissait pas dans la première série, et Momo Sôma. Agnès Manoury, qui interprétait Arisa Uotani et Kyoko Honda en 2001, a été rappelée pour deux autres rôles : Mayuko Shiraki, un autre personnage absent la première série, et la mère de Momiji.

## Film en prise de vues réelles
En octobre 2010, une adaptation en film en prise de vues réelles de Fruits Basket aux États-Unis a été annoncée. Le producteur, qui serait Joshua Long, aurait annoncé travailler sur une adaptation de Fruits Basket (à savoir qu'il superviserait déjà un projet de film tiré de Cowboy Bebop). Cependant, aucune nouvelle information n'a été donné depuis.

## Produits dérivés

### Publications
Un character book est sorti en juillet 2001 au Japon et le 28 novembre 2007 en France sous le nom Le petit monde de Fruits Basket. Un art book est sorti le 16 avril 2004 au Japon. Deux fanbook sont également sortis : le premier est sorti le 19 mai 2005 au Japon et le 3 décembre 2008 en France alors que le second est sorti le 19 mars 2007 au Japon et le 1er juillet 2009 en France.
En France, la série a également été publiée sous forme de quatre coffrets regroupant l'intégralité de la série,,,.

### Théâtre
Une adaptation théâtrale a été produite par la compagnie de théâtre Studio Life, représentée à Ginza au Galaxy Theater de Tokyo le 25 février 2009.